# Смирнов, Юрий Николаевич (историк)
Ю́рий Никола́евич Смирно́в (род. 21 марта 1955, Новомосковск, Тульская область) — советский и российский историк, профессор Самарского университета. Доктор исторических наук (1999), почётный работник высшего профессионального образования Российской Федерации.

## Биография
Окончил исторический факультет МГУ в 1977 году, аспирантуру МГУ по кафедре истории СССР периода феодализма — в 1980 году. В 1981 году защитил кандидатскую диссертацию «Русская гвардия в первой половине XVIII века: социальный состав, принципы комплектования и участие в системе государственного управления».
С 1981 года работает преподавателем исторического факультета Куйбышевского (Самарского) университета. С 1998 по 2020 год — декан исторического факультета, с 2002 года — заведующий кафедрой всеобщей истории, международных отношений и документоведения. Доктор исторических наук (1999, диссертация «Народ и власть в освоении Российского Заволжья, XVIII — середина XIX вв.»), профессор (2000).
Автор более 250 научных трудов по истории России и Самарского региона XVII—XX веков. Награждён медалью «В память 850-летия Москвы». Почётный работник высшего профессионального образования Российской Федерации (2011).